# 陶武先
陶武先（1948年—），四川射洪人，中华人民共和国政治人物。
1977年，任共青团成都市委副书记、书记、共青团四川省委常委。1986年，任成都市委副秘书长。1996年，任四川省委秘书长。1997年，任四川省常委、成都市委书记。2000年，任四川省委副书记。2007年，任四川省政协副主席。2008年，升任主席。